# Хучжоу (станция метро)
«Хучжоу» (англ. Huzhou; кит. 葫洲) — станция линии Вэньху Тайбэйского метрополитена, открытая 4 июля 2009. Располагается между станциями «Дунху» и «Парк Даху». Находится на территории района Нэйху в Тайбэе.

## Техническая характеристика
Станция «Хучжоу» — эстакадная с боковыми платформами. Для перехода на противоположную платформу оборудован мостик над путями. На станции имеется два выхода. Один выход оснащён эскалаторами и лифтом для пожилых людей и инвалидов. На станции установлены платформенные раздвижные двери.